# 闘艶結義〜トウエンノチカイ〜
『闘艶結義〜トウエンノチカイ〜』（とうえんけつぎ）は、片霧烈火の8作目のシングル。2009年11月18日にポニーキャニオンより発売。

## 概要
- テレビアニメ『真・恋姫†無双』のオープニング曲として採用された。
- ジャケットには劉備、関羽、張飛のイラストがプリントされている。

## 収録曲
1. 闘艶結義〜トウエンノチカイ〜 [3:48]
作詞・作曲：三浦誠司、編曲：水谷広実
2. そばにいる [4:58]
作詞：瀬名恵、作曲：三浦誠司、編曲：草野よしひろ
3. 闘艶結義〜トウエンノチカイ〜（off vocal ver.）
4. そばにいる （off vocal ver.）